# Vincent Motorcycles
|  | No s'ha de confondre amb HRD Motors Ltd. |

Vincent Motorcycles fou una fàbrica britànica de motocicletes des de 1928 fins a 1955. Fou fundada per Philip Vincent quan va comprar la fàbrica de motos HRD, i la va anomenar Vincent HRD.

## Antecedents
La fàbrica HRD fou fundada per Howard Raymond Davies, un pilot d'aviació britànic capturat pels alemanys en 1917. En l'època que era presoner va pensar de fabricar una moto perfecta. L'any 1924 es va associar amb E. J. Massey i junts fabricaren una moto amb motor J.A.P. que va guanyar el Tourist Trophy de 1925.

### Ubicació
La fàbrica estava situada a la ciutat de Stevenage, a uns 50 quilòmetres de Londres. (Great North Road, Stevenage, Herts).

## Història

### Phil Vincent

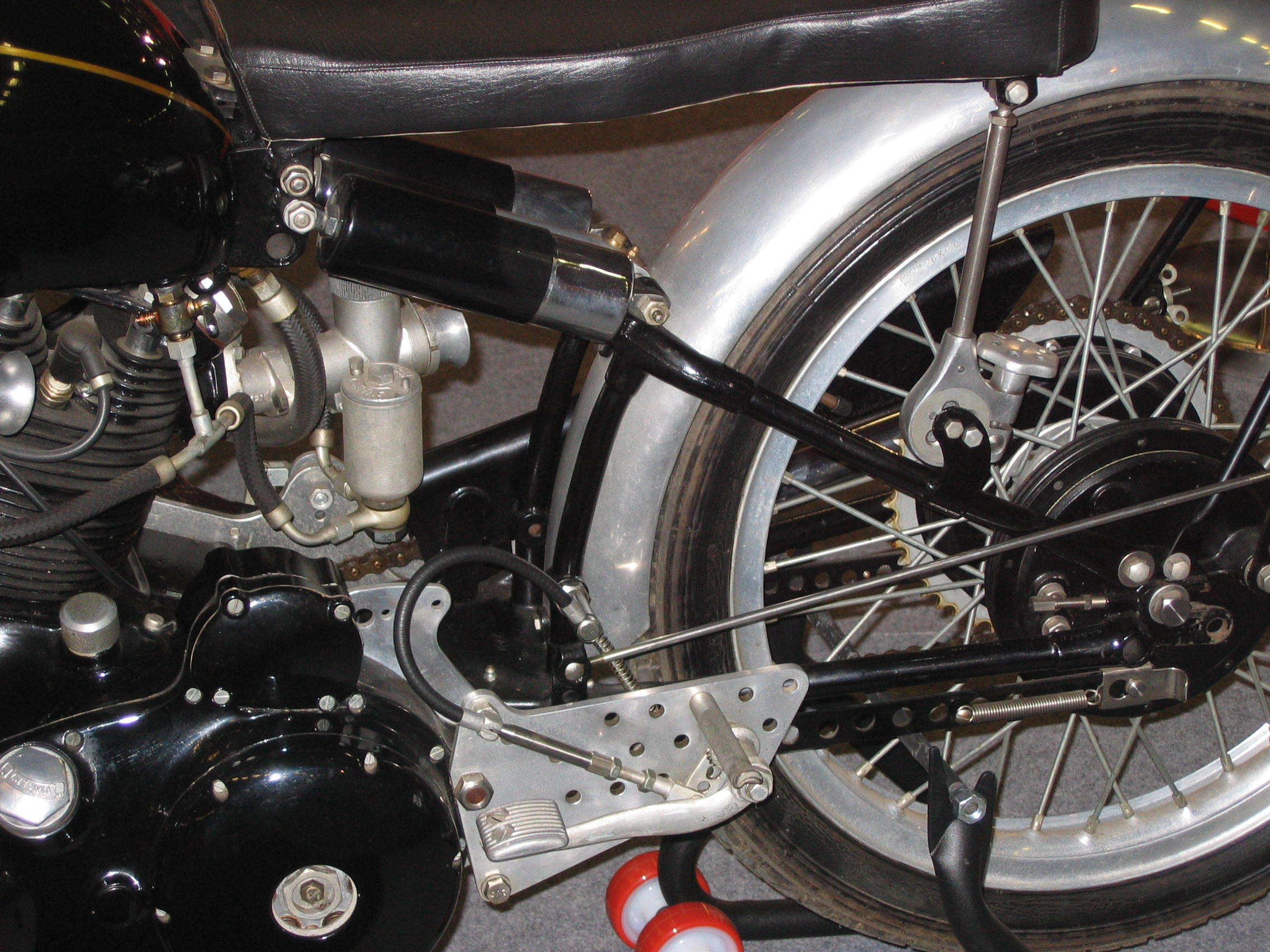
Suspensió basculant Vincent (tipus cantilever).

Descendent d'una rica família anglesa establerta a l'Argentina, Phil Vincent va comprar la seva primera moto el Nadal de 1924. Es tractava d'una BSA de 350cc de segona mà. Aquella moto vibrava molt i fou substituïda per una moto ABC.
L'any 1927 va construir la seva pròpia motocicleta i, el 1928, va patentar una suspensió posterior segons les seves idees. Es tractava d'una suspensió basculant de les anomenades de voladís (cantilever en anglès) que posteriorment aplicaria a les motos Vincent. Aquell mateix any, amb suport familiar, va comprar la que havia estat la fàbrica HRD per 450 lliures esterlines. El contracte incloïa la marca HRD, la tecnologia, la maquinària i les peces del magatzem. El venedor fou Ernest Humphries, propietari anterior de HRD.

### Phil Irving
Philip Irving fou un enginyer australià que es graduà i treballà una temporada a Austràlia. Emigrat a Anglaterra es va incorporar a la fàbrica de motos Velocette, destacant en la producció de blocs motor d'alumini amb camises de cilindre d'acer.
L'any 1931 va entrar a Vincent, treballant en col·laboració amb E.J.Massey (antic enginyer de HDR). En 1934, el primer motor que dissenyà fou el Meteor, un monocilindre de 500 cc refredat per aire i amb distribució OHV.
L'any 1936 va dissenyar el motor Rapide A Series, un bicilíndric amb V de 47,5 graus.
L'any 1937 va deixar la factoria Vincent per a tornar a Velocette. En 1942 va treballar per Associated Motor Cycles. El juliol de 1943 va acceptat l'oferta de Philip Vincent per tornar a Vincent-HRD. L'any 1949 va marxar cap a Austràlia.

## Models

### Meteor i Comet
El motor Meteor era un monocilindre de 4 temps refredat per aire. La potència era 26 bhp (19 kW) @ 5300 rpm. Les vàlvules disposaven de doble guia mentre que els balancins actuaven entre les guies de vàlvula, amb un extrem en forquilla que pressionava en un ressalt de la tija de vàlvula. Aquest disseny eliminava forces laterals i augmentava la fiabilitat del motor.
- La moto Meteor era el model de carretera.
- La moto de competició era la Vincent Comet.
  - Hi havia una versió TT (Tourist Trophy) i una versió Vincent Comet Special, amb llums, botzina i altres accessoris. La culata d'aquests models era de bronze.

### Black Shadow
Produïda des de 1948. La Sèrie C fou introduïda el 1949. Disposava d'un motor bicilíndric en V amb un angle de 50 graus. La relació de compressió era de 7,3:1. La distribució era del tipus OHV.
La suspensió davantera equipava una forquilla reforçada Girdraulic, projectada a la pròpia fàbrica.

#### Detalls
- Velocitat màxima: 201 km/h(125 mph). La moto de carretera més ràpida de l'època.[12]
- Velocímetre: de gran diàmetre, graduat fins a 240 km/h (150 mph)
- Potència: 54 bhp 40 kW (54 bhp) @ 5700 rpm
- Càrters del motor i de la caixa de canvis d'aliatge d'alumini acabats en negre (per un tractament superficial anomenat Pilumin semblant a l'anoditzat). El color negre donava un aspecte distintiu i permetia un millor refredament per radiació.
- Dos frens de tambor a la roda davantera, un a cada costat.[13]
- Transmissió primària per cadena.[14]
- Embragatge multidisc en bany d'oli
- Bastidor obert a la part davantera, amb el motor usat com a element resistent.

### Black Lightning
El model Black Lightning era la versió de competició del model Black Shadow. Els canvis principals es basaven en substituir totes les peces d'acer per peces d'aliatge d'alumini, sempre que això fos possible. Tots els accessoris no indispensables foren suprimits. El pes total va passar de 208 kg (485 lliures) a 170 kg (380 lliures). Equipava un seient monoplaça de competició i reposapeus endarrerits, adaptats a la posició de cursa del pilot.

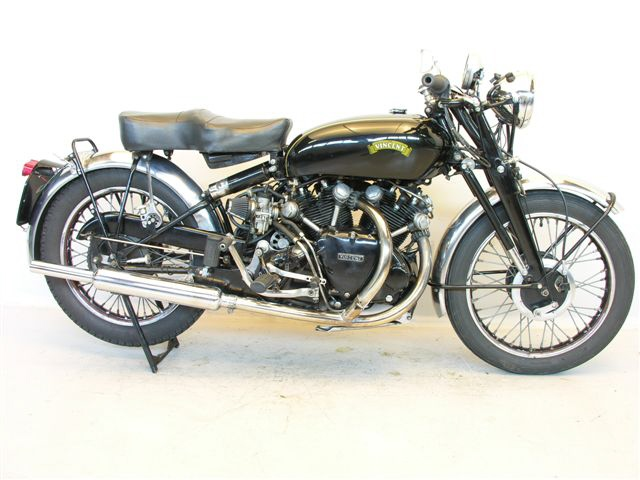
Vincent Series C Black Shadow 1950
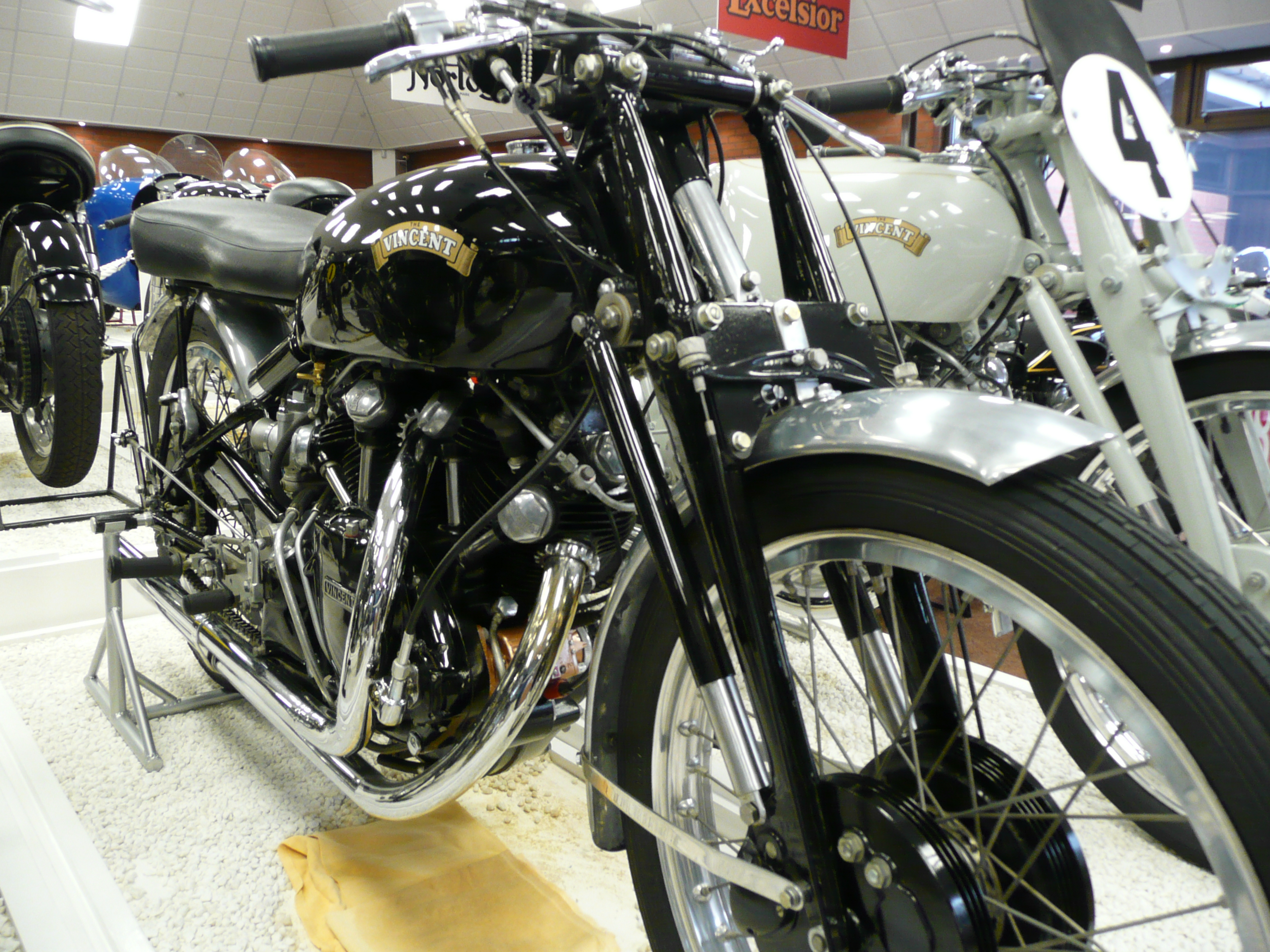
Vincent Series C Black Lightning

## Producció
- 1932 250 cm³ Bantam
- 1934 500 cm³ Meteor
- 1934 500 cm³ Comet

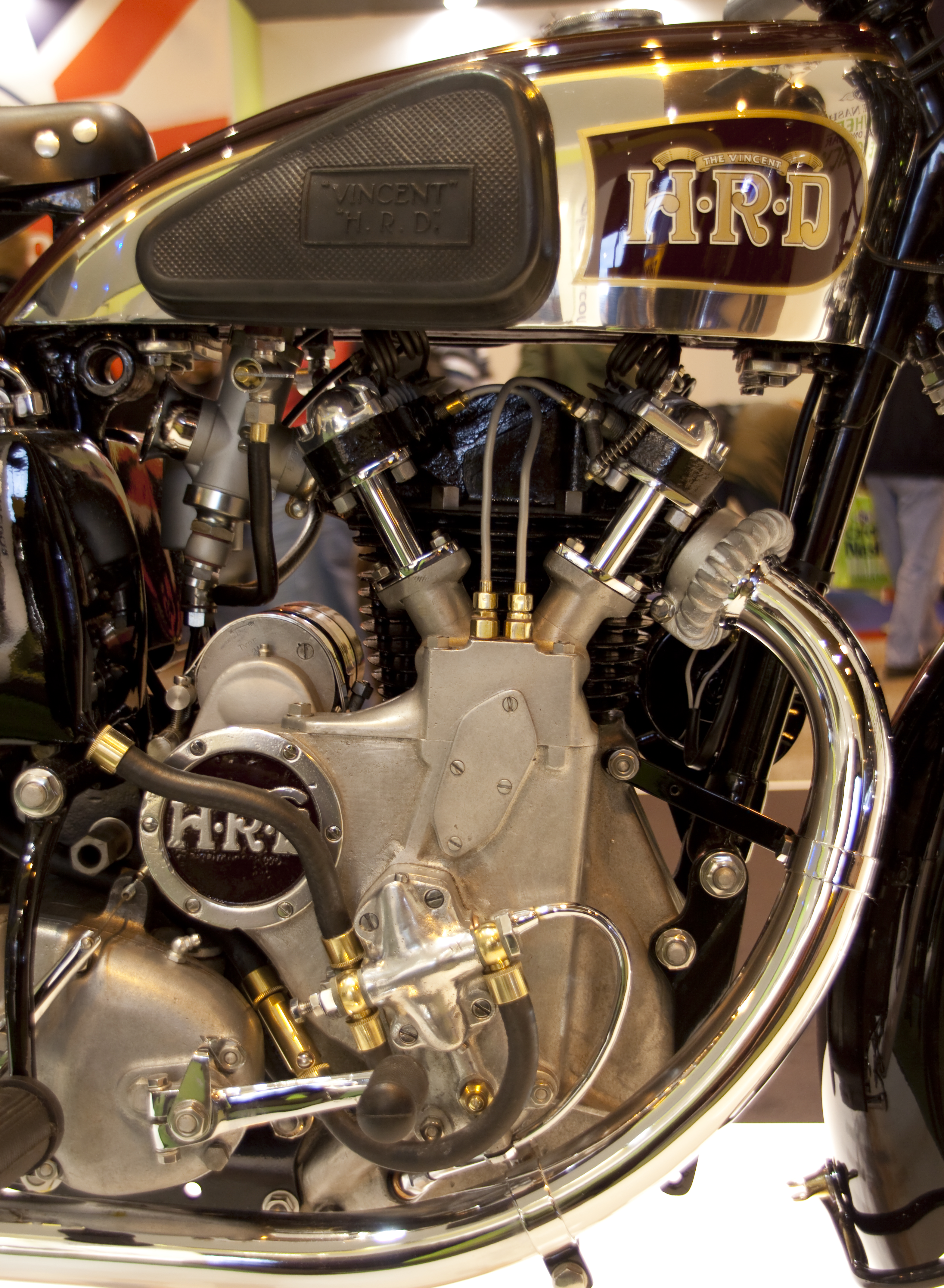
Vincent H.R.D.

- 1934 500 cm³ Comet Special (TT replica)
- 1936 1.000 cm³ Series-A Rapide
- 1946 1.000 cm³ Series-B Rapide
- 1948 500 cm³ Series-C Meteor
- 1948 500 cm³ Series-C Comet
- 1948 500 cm³ Series-C Grey Flash
- 1948 1.000 cm³ Series-C Rapide
- 1948 1.000 cm³ Series-C Black Shadow
- 1948 1.000 cm³ Series-C Black Lightning
- 1949 1.000 cm³ Series-C White Shadow
- 1950 500 cm³ Series-C Red Comet
- 1953 45 cm³ Firefly (ou Power Cycle)
- 1954 1.000 cm³ Series-D Black Knight
- 1954 1.000 cm³ Series-D Black Prince
- 1955 1.000 cm³ Three Wheeler